# Italia en los Juegos Olímpicos de Tokio 2020
Italia estuvo representada en los Juegos Olímpicos de Tokio 2020 por un total de 364 deportistas que compitieron en 28 deportes. Responsable del equipo olímpico fue el Comité Olímpico Nacional Italiano, así como las federaciones deportivas nacionales de cada deporte con participación.
Los portadores de la bandera en la ceremonia de apertura fueron el ciclista Elia Viviani y la tiradora Jessica Rossi.

## Medallistas
El equipo olímpico de Italia obtuvo las siguientes medallas:
| Nombre                                                                                 | Deporte            | Competición                 |
| -------------------------------------------------------------------------------------- | ------------------ | --------------------------- |
| Oro                                                                                    |                    |                             |
| Marcell Jacobs                                                                         | Atletismo          | 100 M                       |
| Massimo Stano                                                                          | Atletismo          | 20 km marcha M              |
| Gianmarco Tamberi                                                                      | Atletismo          | Salto de altura M           |
| Lorenzo Patta Marcell Jacobs Eseosa Desalu Filippo Tortu                               | Atletismo          | 4×100 m M                   |
| Antonella Palmisano                                                                    | Atletismo          | 20 km marcha F              |
| Simone Consonni Filippo Ganna Francesco Lamon Jonathan Milan                           | Ciclismo en pista  | Persecución por equipos M   |
| Luigi Busà                                                                             | Karate             | 75 kg M                     |
| Valentina Rodini Federica Cesarini                                                     | Remo               | Doble scull ligero (LW2X) F |
| Vito Dell'Aquila                                                                       | Taekwondo          | –58 kg M                    |
| Ruggero Tita Caterina Banti                                                            | Vela               | Nacra 17 mixto              |
| Plata                                                                                  |                    |                             |
| Luigi Samele                                                                           | Esgrima            | Sable individual M          |
| Daniele Garozzo                                                                        | Esgrima            | Florete individual M        |
| Enrico Berrè Luca Curatoli Aldo Montano Luigi Samele                                   | Esgrima            | Sable por equipos M         |
| Vanessa Ferrari                                                                        | Gimnasia artística | Suelo F                     |
| Giorgia Bordignon                                                                      | Halterofilia       | 64 kg F                     |
| Gregorio Paltrinieri                                                                   | Natación           | 800 m libre M               |
| Alessandro Miressi Thomas Ceccon Lorenzo Zazzeri Manuel Frigo                          | Natación           | 4×100 m libre M             |
| Manfredi Rizza                                                                         | Piragüismo         | K1 200 m M                  |
| Diana Bacosi                                                                           | Tiro               | Skeet F                     |
| Mauro Nespoli                                                                          | Tiro con arco      | Individual M                |
| Bronce                                                                                 |                    |                             |
| Irma Testa                                                                             | Boxeo              | Pluma (54–57 kg) F          |
| Elia Viviani                                                                           | Ciclismo en pista  | Ómnium M                    |
| Elisa Longo Borghini                                                                   | Ciclismo en ruta   | Ruta F                      |
| Rossella Fiamingo Federica Isola Mara Navarria Alberta Santuccio                       | Esgrima            | Espada por equipos F        |
| Martina Batini Erica Cipressa Arianna Errigo Alice Volpi                               | Esgrima            | Florete por equipos F       |
| Martina Centofanti Agnese Duranti Alessia Maurelli Daniela Mogurean Martina Santandrea | Gimnasia rítmica   | Conjunto F                  |
| Mirko Zanni                                                                            | Halterofilia       | 67 kg M                     |
| Antonino Pizzolato                                                                     | Halterofilia       | 81 kg M                     |
| Odette Giuffrida                                                                       | Judo               | –52 kg F                    |
| Maria Centracchio                                                                      | Judo               | –63 kg F                    |
| Viviana Bottaro                                                                        | Karate             | Kata F                      |
| Abraham Conyedo Ruano                                                                  | Lucha libre        | 97 kg M                     |
| Nicolò Martinenghi                                                                     | Natación           | 100 m braza M               |
| Federico Burdisso                                                                      | Natación           | 200 m mariposa M            |
| Thomas Ceccon Nicolò Martinenghi Federico Burdisso Alessandro Miressi                  | Natación           | 4×100 m estilos M           |
| Gregorio Paltrinieri                                                                   | Natación           | 10 km M                     |
| Simona Quadarella                                                                      | Natación           | 800 m libre F               |
| Matteo Castaldo Matteo Lodo Giuseppe Vicino Marco Di Costanzo                          | Remo               | Cuatro sin timonel (M4-) M  |
| Stefano Oppo Pietro Ruta                                                               | Remo               | Doble scull ligero (LM2X) M |
| Lucilla Boari                                                                          | Tiro con arco      | Individual F                |